# Los Carayos
Los Carayos est un groupe de rock alternatif français fondé en 1985 à Paris et produit par Didier Pasquier. Los Carayos est cependant plus à considérer comme un « supergroupe » (comme Blind Faith) plus que comme un groupe standard, au sens où il n'est composé que de musiciens majeurs évoluant parallèlement dans leurs groupes respectifs de l'époque : François Hadji-Lazaro, Manu Chao, Schultz (de Parabellum) , Alain Wampas (des Wampas), Antoine Chao. Le groupe se sépare en 1990.

## Biographie
Los Carayos est formé en 1985 à Paris, sur le label All or Nothing. En 1987, ils s'associent avec le Professeur Choron pour enregistrer le single Les Pages rouges du bottin. En 1990, ils enregistrent Au prix où sont les courges, en parallèle au boom commercial de la Mano Negra, dans lequel officie Manu Chao. Ce dernier décidera de ne pas continuer l'aventure Los Carayos, ne souhaitant pas être dans deux groupes à la fois. Les membres décident alors de dissoudre le groupe.

### Signification du nom
Carallo (orthographe en Galicien) ou caralho (en portugais, les deux se prononçant de la même manière) sont des mots d'argot avec plusieurs significations dont « pénis ». Carayo est une graphie « castillanisée » du mot carallo en galicien (même prononciation), terme populaire qui signifie pénis et est utilisé dans nombre d'expressions populaires, le mot carallo est attesté dans plusieurs dictionnaires galiciens (celui de la RAG, le mot castillan est carajo de même sens, prononciation différente, est tout aussi populaire,.

## Influences
Les influences diverses des membres des Carayos, leurs parcours musicaux respectifs et l'identité très forte du groupe donneront naissance à un résultat détonnant, de l'inédit pour un groupe de rock : savant mélange de rockabilly, de chansons folkloriques (notamment cajun) et de punk parisien, répertoire uniquement composé de reprises (Drowsie Maggie, Rawhide, Madeline…) et performances live spectaculaires… Los Carayos a marqué le rock français et conserve une certaine aura parmi les fans du rock français des années 1980.

## Membres

### Anciens membres
- François Hadji-Lazaro (leader des Garçons Bouchers et de Pigalle) - violon, mandoline électrique, banjo, accordéon, vielle à roue, cornemuse, whistle
- Manu Chao (chanteur des Hot Pants Label All or nothing, et futur fondateur de Mano Negra) - guitares
- Schultz (chanteur et guitariste de Parabellum) - guitares
- Alain Wampas (premier contrebassiste des Wampas, futur contrebassiste de la Mano Negra et des Happy Drivers) - contrebasse
- Antoine Chao (du groupe Chihuahua et futur trompettiste de Mano Negra) - caisse claire, percussions

### Membres additionnels
- Jean-Claude Asselin - mandoline
- Gina - chant (sur L'Escalier)
- Djamilla et le chœur des vierges du bled Zaïda - chant (sur Mustapha)
- Thierry Svahn (accordéoniste et pianiste de Pigalle) - piano (sur Juanita)

## Discographie
Le groupe a publié plusieurs enregistrements, dont :